# Timarcha aragonica
Timarcha aragonica là một loài bọ cánh cứng trong họ Chrysomelidae. Loài này được Balbi miêu tả khoa học năm 1892.